# اچ‌ام‌اس داربی (جی۹۰)
اچ‌ام‌اس داربی (جی۹۰) (به انگلیسی: HMS Derby (J90)) یک کشتی بود که طول آن ۲۳۱ فوت (۷۰ متر) بود. این کشتی در سال ۱۹۱۸ ساخته شد.